# 头营镇
头营镇，是中华人民共和国宁夏回族自治区固原市原州区下辖的一个乡镇级行政单位。

## 行政区划
头营镇下辖以下地区：
头营村、二营村、胡大堡村、南屯村、徐河村、马园村、石羊村、农科村、杨河村、张崖村、冯洼村、坪乐村、双台村、杨郎村、蒋河村、马店村、南塬村、大北山村、陶庄村、杨庄村、大疙瘩村、马庄村、三和村和利民村。